# SAHSA
SAHSA, voller Firmenname Servicio Aéreo de Honduras S.A., war eine von 1945 bis 1994 existierende honduranische Fluggesellschaft mit Sitz in Tegucigalpa.

## Geschichte
SAHSA wurde am 10. November 1944 gegründet und nahm am 22. Oktober 1945 den Flugbetrieb auf, zunächst mit einer einzigen Douglas DC-3.
Im Jahr 1953 kaufte SAHSA die seit 1931 existierende Konkurrenzgesellschaft TACA de Honduras auf, die jedoch noch ein paar Jahre selbständig weiterbetrieben wurde. Vier Jahre später, im Jahr 1957, wurde auch noch die kleine Fluggesellschaft Aerovias Nacionales de Honduras (ANHSA) aufgekauft, die 1950 gegründet worden war.
Zu den Douglas DC-3 kamen ab 1955 zwei Curtiss C-46 Commando hinzu. Nachdem im Jahr 1964 die erste Douglas DC-6 für die längeren Auslandsstrecken erworben worden war, wurde die Flotte durch vier gebrauchte Convair CV-340 und Convair CV-440 Metropolitan für Kurz- und Mittelstrecken ergänzt, zu denen im Jahr 1971 noch zwei Exemplare von deren Turboprop-Version Convair CV-580 stießen. Die letzten von insgesamt zwölf Douglas DC-3 waren bis 1993 im Einsatz.
Am 21. Januar 1970 gab Pan American World Airways ihre restliche Beteiligung an SAHSA endgültig auf und verkaufte diese 38 % an TAN Honduras. Die Verbindung mit der international erfahreneren TAN verhalf SAHSA unter anderem auch zu Ausbau und Modernisierung ihrer zu diesem Zeitpunkt nur aus Flugzeugtypen mit Kolbenmotoren bestehenden Flotte durch Lockheed L-188 Electra und bald auch Boeing 737-200, die als erste Strahlflugzeuge in Honduras ab 1974 in Dienst gestellt wurden.
Nachdem der Betrieb der Tochterfirma ANHSA fast 20 Jahre lang geruht hatte, wurde sie 1980 als Inlandsfluggesellschaft wieder reaktiviert. Ausgestattet mit dem sehr modernen STOL-Flugzeugtyp de Havilland Canada DHC-7, konnten viele der honduranischen Flugplätze mit sehr kurzen Start- und Landebahnen angeflogen werden.

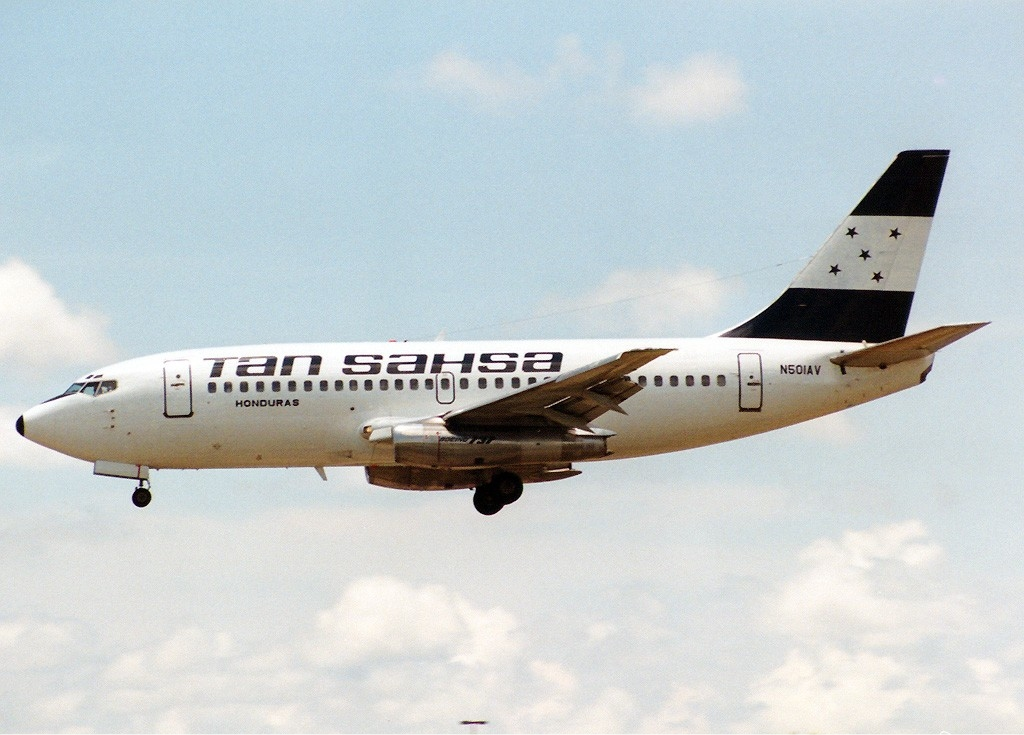
Boeing 737-200 der SAHSA in der gemeinsamen TAN SAHSA-Bemalung, 1990

Im Dezember 1981 wurden zwei geleaste Boeing 727-100 eingesetzt, beide ehemalige Maschinen der Hapag-Lloyd Flug. Ab Juli 1990 kamen drei gemietete, fabrikneue Boeing 737-400 zur Flotte hinzu.
In den Jahren 1990 und 1991 wurde zu Marketingzwecken teilweise ein gemeinsamer Außenauftritt als TAN-SAHSA durchgeführt. Beide blieben trotz teilweise koordinierter Flugpläne offiziell getrennte Gesellschaften. 
Am 1. November 1991 wurden die beiden honduranischen Gesellschaften SAHSA und TAN Honduras verschmolzen, wobei SAHSA zum gemeinsamen Namen wurde.
Aufgrund zahlreicher Unfälle, ihres schlechten Sicherheitsstandards und eines schwerwiegenden Zwischenfalls auf einem Flug nach Houston im Jahr 1993 wurde der Gesellschaft die Betriebserlaubnis für die USA entzogen. In Verbindung mit Korruptionsproblemen kam es zum Zusammenbruch. Am 15. Januar 1994 stellte SAHSA den Betrieb ein.

## Flugziele
Zunächst war SAHSA auf die Bedienung zahlreicher Ziele im honduranischen Inland beschränkt. Manche Strecken waren extrem kurz, wie die 28 Kilometer lange Verbindung zwischen Santa Rosa und Gracias (Lempira)-Celaque. 
Die ersten internationalen Strecken führten ab 1949 dann nach Belize und San Salvador. Im Jahr 1964 konnte eine Strecke nach New Orleans eröffnet werden; zu dieser Zeit wurden auch die Hauptstädte der meisten zentralamerikanischen Staaten angeflogen.
Im Jahr 1965 wurden 29 inländische Ziele angeflogen, im Ausland mit Douglas DC-6 außerdem San Salvador, Panama, San Andrés (Kolumbien), Guatemala-Stadt, Belize und New Orleans.
Der Sommerflugplan 1991 enthielt darüber hinaus Managua, San José (Costa Rica), Houston und Miami.

## Flotte

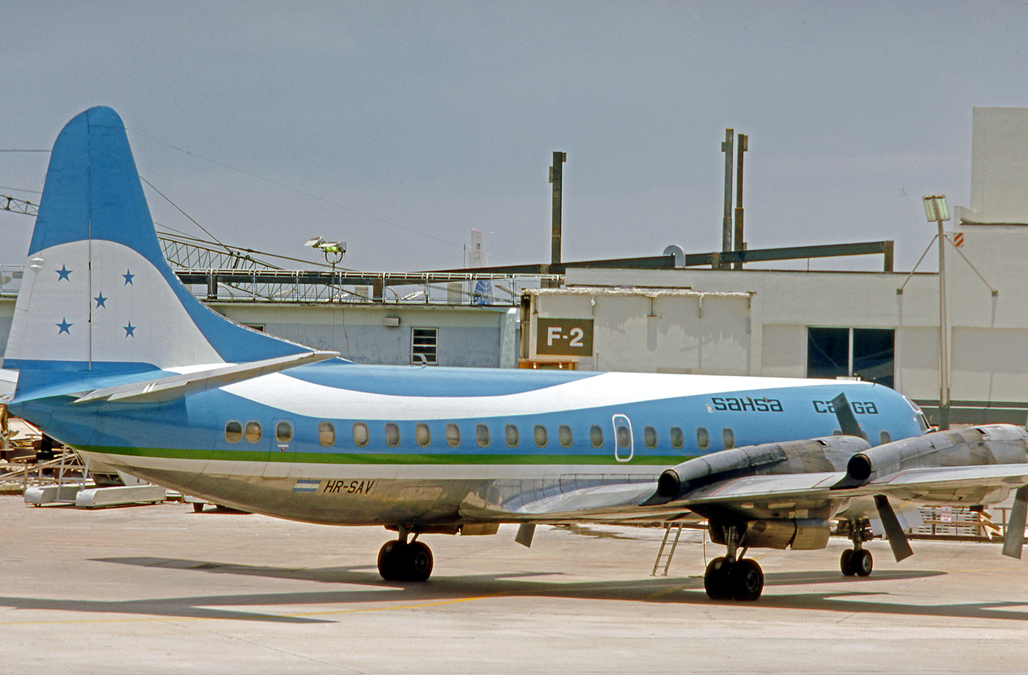
Lockheed L-188 Electra der SAHSA, Miami 1976

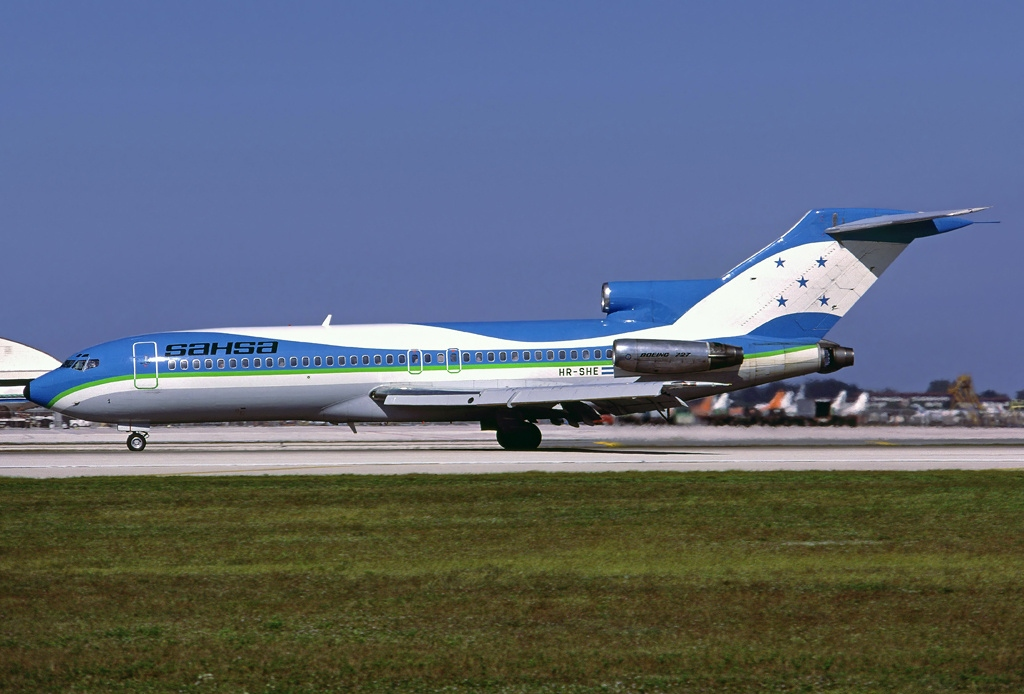
Boeing 727-100 der SAHSA, Miami 1987, die ehemalige D-AHLL der Hapag-Lloyd

### Flotte bei Betriebseinstellung
Bei der Betriebseinstellung hatte SAHSA noch folgende Flugzeuge im Einsatz:
- 4× Boeing 737-200
- 2× Douglas DC-3/C-47
- 1× Lockheed L-188 Electra

### Zuvor eingesetzte Flugzeuge
Außerdem hatte SAHSA vorher u. a. folgende Flugzeugtypen eingesetzt:
- Boeing 727-100
- Boeing 737-400
- Convair CV-340
- Convair CV-440 Metropolitan
- Convair CV-580
- Curtiss C-46 Commando
- Douglas DC-6
- Fairchild C-82 Packet
- Piper PA-23 Aztec[11]

## Zwischenfälle
Von ihrer Gründung 1945 bis zur Betriebseinstellung 1994 kam es bei SAHSA zu 12 Totalschäden von Flugzeugen. Bei 5 davon kamen 37 Menschen ums Leben. Beispiele:
- Am 29. August 1957 stürzte eine Douglas DC-3/C-47B-50-DK der SAHSA (Luftfahrzeugkennzeichen XH-SAF) nach dem Start vom Flughafen der Stadt Juticalpa (Honduras) ab. Alle 12 Insassen, drei Besatzungsmitglieder und 9 Passagiere, kamen ums Leben.[13]

- Am 6. Januar 1959 wurde eine Douglas DC-3/C-47A-80-DL der SAHSA (XH-SAA) gegen den Pena Blanca Mountain (Honduras) geflogen. Bei diesem CFIT (Controlled flight into terrain) wurden alle 5 Insassen getötet, drei Besatzungsmitglieder und 2 Passagiere.[14]

- Am 20. Februar 1967 ließen sich an einer Douglas DC-6 der SAHSA (HR-SAS) bei der Landung auf dem Flughafen Tegucigalpa (Honduras) die Propeller nicht in den Umkehrschub bringen. Bei der Vollbremsung platzten die beiden äußersten Reifen des Hauptfahrwerks. Kurz vor dem Ende der Landebahn wurde ein Ringelpiez (Luftfahrt) versucht. Die DC-6 kam von der Landebahn ab, das Bugfahrwerk stürzte in einen Graben, gefolgt vom linken Hauptfahrwerksbein. Der Kraftstofftank des linken Flügels platzte und das Flugzeug fing Feuer. Von den 55 Insassen kamen 4 Passagiere ums Leben.[15]

- Am 8. April 1971 wurde eine Douglas DC-3/C-47 der SAHSA (HR-unbekannt) nahe Las Lajas, Honduras, in die Flanke eines wolkenverhangenen Berges geflogen. Die Kollision erfolgte 95 Kilometer nordnordwestlich des Ziels, dem Flughafen Tegucigalpa. Durch diesen CFIT (Controlled flight into terrain) wurden alle 10 Insassen getötet, drei Besatzungsmitglieder und 7 Passagiere.[16]

- Am 8. Januar 1981 wurden an einer Lockheed L-188 Electra der SAHSA (HR-SAW) auf dem Flughafen La Aurora ein Triebwerksschaden und ein Defekt des zugehörigen Generators festgestellt. Die Passagiere gingen von Bord und der Kapitän beschloss die Maschine mit nur drei Triebwerken zu einer Reparatur nach Tegucigalpa zu fliegen. Kurz nach dem Start stürzte die Maschine in ein Wohngebiet in Guatemala-Stadt und ging in Flammen auf. Alle sechs Besatzungsmitglieder – die einzigen Insassen – kamen ums Leben, außerdem wurden 38 Personen am Boden verletzt. Es stellte sich heraus, dass im Anfangssteigflug ein weiterer Generator ausgefallen war, außerdem war die Maschine fehlerhaft getrimmt (siehe auch Flugunfall einer Lockheed L-188 Electra der SAHSA).

- Am 18. März 1990 kam eine aus Guanaja kommende und zum Weiterflug nach San Pedro Sula vorgesehene Douglas DC-3/C-47A-75-DL der SAHSA (HR-SAZ) bei der Zwischenlandung auf dem Flughafen Roatán wegen starker Seitenwinde von der Landebahn ab und rollte ins Karibische Meer. Bei dem Unfall starben sieben der 32 Insassen an Bord (siehe auch Flugunfall einer Douglas DC-3 der SAHSA 1990).